# Džemal Mustafić
Džemal Mustafić, med prijatelji poznan tudi kot Džemo, se je rodil 13.10.1964. S karatejem se je prvič srečal pred pribljižno 35-imi leti, ko se je včlanil v Karate klub Emona, katerega je ustanovil in takrat tudi vodil sensei Tokuhisa Takashi (7.dan).

## Prizadevanje za razvoj karateja
Sensei Džemal Mustafić (6.dan) je ustanovitelj tradicionalnega shotokan Karate kluba Vrhnika (http://dojofit.si/), ki je najprej imel svoje trening prostore na Verdu in deluje že od leta 1998. Klub se je kasneje združil z nekoliko bolj športno usmerjenim Karate Klubom Vrh Vrhnika pod vodstvom vaditelja Jurija Obreze (1.dan) in pod imenom Karate Klub Vrhnika nadaljeval skupno pot.
Po združitvi nastala baza trenerjev katero so sestavljali Džemal Mustafić (takrat 4.dan), Boris Peček (3.dan), Janez Obreza (1.dan), Simon Caserman (1.dan) in Jurij Obreza (1.dan), je KK Vrhnika uspešno vodila naprej, saj so člani kluba posegali po visokih uvrstitvah na državnih in mednarodnih tekmovanjih, število članov se je iz leta v leto povečevalo, najstarejši in najvztrajnejši med njimi pa so tudi opravili vaditeljske tečaje in se pripravljali na vodenje svojih lastnih skupin v vejah Karate kluba Vrhnika v Horjulu, Borovnici, Logatcu in ostalih okoliških krajih. Taki nadebudni mladci so bili: Miha Rivo, Katja Turk, Matija Gams, Nina Vehar in Aleš Malovrh.
Predsednik kluba je po združitvi postal g. Jurij Obreza (1.dan), Džemal Mustafić (5.dan) pa je postal tehnični mentor shotkan karate šole. Jurij Obreza se je kasneje preusmeril v kickbox, na funkciji predsednika pa ga je zamenjal g. Boris Peček (3.dan), po njegovem odhodu iz kluba pa je bil na mesto predsednika kluba izvoljen sensei Džemal Mustafić, ki na tem mestu ostaja še danes. V tem času so se treningi preselili iz Verda v telovadnico Partizan na Vrhniki.
Karate klub Vrhnika je kmalu postal največji in najmočnejši klub v okolici in celo v celotni Notranjski regiji. Povezal se je tudi s klubom Kolektor iz Idrije, kamor je pošiljal svoje člane na izobraževalne seminarje pod vodstvom senseia Gorgio D'Amice (5.dan - specializran za borbene tehnike) in senseia Toshio Yamada (6.dan - kataške tehnike).
Sensei Džemal Mustafić je imel v času, ko sta se kluba združila naziv 4.dan, kar je bil za člane kluba velik privilegij, saj je bilo takrat v Sloveniji le malo mojstrov s tako visokim nazivom, treniranje s tako velikim mojstrom v mestecu kot je Vrhnika pa je bila velika izjema. Še več, gojencem kluba je bil na voljo 12 mesecev na leto, vse dni v tednu. Po njegovi zaslugi si je klub pridobil veliko veljavo v Sloveniji, saj so zaradi Džemala Mustafića v Karate klub Vrhniko prihajali opravljat izpite karateisti iz vseh notranjskih klubov in celo iz Škofje Loke.
Leta 2003 je prišlo do razkola Karate kluba Vrhnika, v katerem je klub zapustil Boris Peček, klub pa je prevzel in uspešno vodil naprej sensei Džemal Mustafić.
Leta 2005 so se treningi preselili iz telovadnice Partizan v preurejene prostore zgradbe v obrtno industrijski coni na Vrhniki, kjer se treningi odvijajo še danes.
Leta 2008 je sensei Džemal Mustafić napisal kriterije za posamične stopnje znanja, ki jih v karateju označujemo s kyu (šolski pasovi - od belega do rjavega) in dan (mojsterski pasovi - črni). Te kriterije je potrdila tudi tehnična komisija Karate zveze Slovenije (KZS) in tako so postali uradni kriteriji, katerih naj bi se držali vsi karateisti pod okriljem KZS, Džemal Mustafić pa je bil imenovan na čelo komisije za pasove v KZS.

## Opravljeni izpiti
- 26. julija 1994 je na seminarju v San Diegu (ZDA), ki ga je vodil sedaj že pokojni Hidetaka Nishiyama (10.dan), s ponovno opravljenim izpitom pred tričlansko komisijo, katero so sestavljali Michael Crowe (generalni sekretar), Hidetaka Nishiyama (predsednik zveze) in Vladimir Jorga (glavni ocenjevalec) potrdil svoj 3.dan v fudokan in shotokan stilih. Istega dne je opravil izpit za mednarodnega sodnika in postal internacionalni trener, s čimer pa je dobil tudi pravico podeljevati mojsterske nazive.

- 9. junija 2002 je v Ljubljani opravil izpit za 5.dan. Glavni ocenjevalec pa je bil tudi tokrat dr. Vladimir Jorga (8.dan) MD.dr.

- 29. junija 2011 je na Vrhniki opravil izpit za 6.dan. Ocenjevalec je bil dr. Vladimir Jorga (9. dan) MD.dr.

## Tekmovanja
Tekmoval je za reprezentanco Republike Slovenije. Zadno večje tekmovanje, ki se ga je udeležil kot tekmovalec je bilo leta 1995 svetovno prvenstvo v Trevizu v Italiji, kjer je zasedel 14. mesto v absulutni kategoriji.

## Občinsko udejstvovanje
Leta 2006 je g. Džemal Mustafić zasedel mesto predsednika Športne zveze Vrhnika. Istega leta, je zveza pod njegovim vodstvom po dvoletnem premoru ponovno organizirala podelitev nagrad za športnika leta na Vrhniki. Takoj je bila razglašena za najboljšo tovrstno prireditev v času od osamosvojitve, pohvalil pa jo je tudi sam župan občine Vrhnika dr. Marjan Rihar in ponudil občinsko pomoč pri organizaciji prireditve prihodnje leto. O vrhunski organizaciji pa je pričala povsem napolnjena, prenovljena, velika dvorana Cankarjevega doma na Vrhniki.